# Campeonato Europeo de los países pequeños 2012
El XIII Campeonato Europeo de baloncesto de los países pequeños de 2012 se llevó a cabo en Serravalle, San Marino del 2 al 7 de julio.

## Equipos participantes
En esta edición participaron 7 equipos.
| Andorra Escocia | Gales Gibraltar | Malta Moldavia | San Marino |

## Primera Ronda

### Grupo A
|   | Equipo    | Pts | PG | PP | PF  | PC  | Dif |
| - | --------- | --- | -- | -- | --- | --- | --- |
| 1 | Andorra   | 4   | 2  | 0  | 196 | 131 | 65  |
| 2 | Moldavia  | 3   | 1  | 1  | 165 | 162 | 3   |
| 3 | Gibraltar | 2   | 0  | 2  | 109 | 177 | −68 |

| 2 de julio de 2012, 14:15            | Moldavia                             | 81-62                                | Gibraltar |  |
| Reporte                              |                                      |                                      | |  |
| Parciales: 18-9, 20-17, 23-23, 20-13 | Parciales: 18-9, 20-17, 23-23, 20-13 | Parciales: 18-9, 20-17, 23-23, 20-13 | Arena Domus, Serravalle, San Marino Árbitro(s): Bernard Vassallo Chris Dodds Antonio Zamora Asistencia: 100 espectadores |  |
| V Priscepnii 14 A Rulevski 14        | Pts                                  | 13 D Gomez                           | Arena Domus, Serravalle, San Marino Árbitro(s): Bernard Vassallo Chris Dodds Antonio Zamora Asistencia: 100 espectadores |  |
| V Priscepnii 14                      | Rebs                                 | 10 S Buxton                          | Arena Domus, Serravalle, San Marino Árbitro(s): Bernard Vassallo Chris Dodds Antonio Zamora Asistencia: 100 espectadores |  |
| N Coputerco 5                        | Asists                               | 2 C McCann                           | Arena Domus, Serravalle, San Marino Árbitro(s): Bernard Vassallo Chris Dodds Antonio Zamora Asistencia: 100 espectadores |  |

| 3 de julio de 2012, 15:00            | Gibraltar                            | 47-96                                | Andorra |  |
| Reporte                              |                                      |                                      | |  |
| Parciales: 15-23, 13-19, 8-24, 11-30 | Parciales: 15-23, 13-19, 8-24, 11-30 | Parciales: 15-23, 13-19, 8-24, 11-30 | Arena Domus, Serravalle, San Marino Árbitro(s): Gianluca Mattioli Haydn Jones Serghei Tislenco Asistencia: 100 espectadores |  |
| A Guerrero 10 S Buxton 10            | Pts                                  | 14 A Farfan                          | Arena Domus, Serravalle, San Marino Árbitro(s): Gianluca Mattioli Haydn Jones Serghei Tislenco Asistencia: 100 espectadores |  |
| S Buxton 8                           | Rebs                                 | 7 A Farfan 7 G Colom                 | Arena Domus, Serravalle, San Marino Árbitro(s): Gianluca Mattioli Haydn Jones Serghei Tislenco Asistencia: 100 espectadores |  |
| C McCann 2                           | Asists                               | 5 O Fernández                        | Arena Domus, Serravalle, San Marino Árbitro(s): Gianluca Mattioli Haydn Jones Serghei Tislenco Asistencia: 100 espectadores |  |

| 4 de julio de 2012, 15:00             | Andorra                               | 100-84                                | Moldavia |  |
| Reporte                               |                                       |                                       | |  |
| Parciales: 27-20, 21-24, 22-15, 30-25 | Parciales: 27-20, 21-24, 22-15, 30-25 | Parciales: 27-20, 21-24, 22-15, 30-25 | Arena Domus, Serravalle, San Marino Árbitro(s): Gianluca Mattioli Francis Santos Chris Dodds Asistencia: 50 espectadores |  |
| D Marin 33                            | Pts                                   | 22 A Rulevski                         | Arena Domus, Serravalle, San Marino Árbitro(s): Gianluca Mattioli Francis Santos Chris Dodds Asistencia: 50 espectadores |  |
| D Marin 5                             | Rebs                                  | 12 D Priscepnii                       | Arena Domus, Serravalle, San Marino Árbitro(s): Gianluca Mattioli Francis Santos Chris Dodds Asistencia: 50 espectadores |  |
| X Galera 7                            | Asists                                | 4 D Priscepnii                        | Arena Domus, Serravalle, San Marino Árbitro(s): Gianluca Mattioli Francis Santos Chris Dodds Asistencia: 50 espectadores |  |

### Grupo B
|   | Equipo     | Pts | PG | PP | PF  | PC  | Dif |
| - | ---------- | --- | -- | -- | --- | --- | --- |
| 1 | San Marino | 5   | 2  | 1  | 197 | 193 | 4   |
| 2 | Malta      | 5   | 2  | 1  | 225 | 186 | 39  |
| 3 | Gales      | 4   | 1  | 2  | 180 | 214 | −34 |
| 4 | Escocia    | 4   | 1  | 2  | 210 | 219 | −9  |

| 2 de julio de 2012, 16:30            | Malta                                | 75-64                                | Escocia                                                                                             |  |
| Reporte                              |                                      |                                      | |  |
| Parciales: 24-14, 15-9, 17-23, 19-18 | Parciales: 24-14, 15-9, 17-23, 19-18 | Parciales: 24-14, 15-9, 17-23, 19-18 | Arena Domus, Serravalle, San Marino Árbitro(s): Gianluca Mattioli Haydn Jones Gian Luigi Giancecchi |  |
| S Deguara 21                         | Pts                                  | 17 D Huffor                          | Arena Domus, Serravalle, San Marino Árbitro(s): Gianluca Mattioli Haydn Jones Gian Luigi Giancecchi |  |
| S Deguara 10                         | Rebs                                 | 10 N Collins                         | Arena Domus, Serravalle, San Marino Árbitro(s): Gianluca Mattioli Haydn Jones Gian Luigi Giancecchi |  |
| S Schembri 2 K Baldacchino 2         | Asists                               | 7 G Murray                           | Arena Domus, Serravalle, San Marino Árbitro(s): Gianluca Mattioli Haydn Jones Gian Luigi Giancecchi |  |

| 2 de julio de 2012, 19:30             | San Marino                            | 58-53                                 | Gales |  |
| Reporte                               |                                       |                                       | |  |
| Parciales: 14-15, 11-14, 21-10, 12-14 | Parciales: 14-15, 11-14, 21-10, 12-14 | Parciales: 14-15, 11-14, 21-10, 12-14 | Arena Domus, Serravalle, San Marino Árbitro(s): Benjamin Barth Francis Santos Serghei Tislenco Asistencia: 500 espectadores |  |
| E Zanotti 16                          | Pts                                   | 16 I Nickson                          | Arena Domus, Serravalle, San Marino Árbitro(s): Benjamin Barth Francis Santos Serghei Tislenco Asistencia: 500 espectadores |  |
| E Zanotti 12                          | Rebs                                  | 7 R Williams 7 C Pearce               | Arena Domus, Serravalle, San Marino Árbitro(s): Benjamin Barth Francis Santos Serghei Tislenco Asistencia: 500 espectadores |  |
| A Raschi 4                            | Asists                                | 3 O Williams                          | Arena Domus, Serravalle, San Marino Árbitro(s): Benjamin Barth Francis Santos Serghei Tislenco Asistencia: 500 espectadores |  |

| 3 de julio de 2012, 17:15            | Gales                                | 51-81                                | Malta |  |
| Reporte                              |                                      |                                      | |  |
| Parciales: 14-25, 7-25, 12-20, 18-11 | Parciales: 14-25, 7-25, 12-20, 18-11 | Parciales: 14-25, 7-25, 12-20, 18-11 | Arena Domus, Serravalle, San Marino Árbitro(s): Oscar Perea Francis Santos Chris Dodds Asistencia: 100 espectadores |  |
| C Pearce 13                          | Pts                                  | 20 S Deguara                         | Arena Domus, Serravalle, San Marino Árbitro(s): Oscar Perea Francis Santos Chris Dodds Asistencia: 100 espectadores |  |
| A Bajwa 8                            | Rebs                                 | 12 S Deguara                         | Arena Domus, Serravalle, San Marino Árbitro(s): Oscar Perea Francis Santos Chris Dodds Asistencia: 100 espectadores |  |
| I Nickson 3                          | Asists                               | 4 D Jackson                          | Arena Domus, Serravalle, San Marino Árbitro(s): Oscar Perea Francis Santos Chris Dodds Asistencia: 100 espectadores |  |

| 3 de julio de 2012, 19:30             | Escocia                               | 71-68                                 | San Marino |  |
| Reporte                               |                                       |                                       | |  |
| Parciales: 20-18, 12-15, 18-17, 21-18 | Parciales: 20-18, 12-15, 18-17, 21-18 | Parciales: 20-18, 12-15, 18-17, 21-18 | Arena Domus, Serravalle, San Marino Árbitro(s): Benjamin Barth Bernard Vassallo Antonio Zamora Asistencia: 450 espectadores |  |
| S Russel 19                           | Pts                                   | 24 A Raschi                           | Arena Domus, Serravalle, San Marino Árbitro(s): Benjamin Barth Bernard Vassallo Antonio Zamora Asistencia: 450 espectadores |  |
| A Mackay 13                           | Rebs                                  | 7 A Raschi                            | Arena Domus, Serravalle, San Marino Árbitro(s): Benjamin Barth Bernard Vassallo Antonio Zamora Asistencia: 450 espectadores |  |
| G Murray 2                            | Asists                                | 3 S Rossini                           | Arena Domus, Serravalle, San Marino Árbitro(s): Benjamin Barth Bernard Vassallo Antonio Zamora Asistencia: 450 espectadores |  |

| 4 de julio de 2012, 17:15             | Escocia                               | 75-76                                 | Gales |  |
| Reporte                               |                                       |                                       | |  |
| Parciales: 16-19, 23-18, 20-23, 16-16 | Parciales: 16-19, 23-18, 20-23, 16-16 | Parciales: 16-19, 23-18, 20-23, 16-16 | Arena Domus, Serravalle, San Marino Árbitro(s): Benjamin Barth Bernard Vassallo Gian Luigi Giancecchi Asistencia: 100 espectadores |  |
| G Murray 30                           | Pts                                   | 22 J Seeley                           | Arena Domus, Serravalle, San Marino Árbitro(s): Benjamin Barth Bernard Vassallo Gian Luigi Giancecchi Asistencia: 100 espectadores |  |
| G Murray 7                            | Rebs                                  | 11 C Pearce                           | Arena Domus, Serravalle, San Marino Árbitro(s): Benjamin Barth Bernard Vassallo Gian Luigi Giancecchi Asistencia: 100 espectadores |  |
| S Russell 5                           | Asists                                | 3 C Pearce                            | Arena Domus, Serravalle, San Marino Árbitro(s): Benjamin Barth Bernard Vassallo Gian Luigi Giancecchi Asistencia: 100 espectadores |  |

| 4 de julio de 2012, 19:30             | San Marino                            | 71-69                                 | Malta |  |
| Reporte                               |                                       |                                       | |  |
| Parciales: 12-13, 21-21, 15-22, 23-13 | Parciales: 12-13, 21-21, 15-22, 23-13 | Parciales: 12-13, 21-21, 15-22, 23-13 | Arena Domus, Serravalle, San Marino Árbitro(s): Oscar Perea Haydn Jones Antonio Zamora Asistencia: 850 espectadores |  |
| A Raschi 22                           | Pts                                   | 21 D Jackson                          | Arena Domus, Serravalle, San Marino Árbitro(s): Oscar Perea Haydn Jones Antonio Zamora Asistencia: 850 espectadores |  |
| A Raschi 12                           | Rebs                                  | 8 A Bonnici                           | Arena Domus, Serravalle, San Marino Árbitro(s): Oscar Perea Haydn Jones Antonio Zamora Asistencia: 850 espectadores |  |
| F Cardinali 2 S Rossini 2             | Asists                                | 4 A Bonnici                           | Arena Domus, Serravalle, San Marino Árbitro(s): Oscar Perea Haydn Jones Antonio Zamora Asistencia: 850 espectadores |  |

## Segunda Ronda

### Ronda de Clasificación
|   | Equipo    | Pts | PG | PP | PF  | PC  | Dif |
| - | --------- | --- | -- | -- | --- | --- | --- |
| 1 | Gales     | 4   | 2  | 0  | 171 | 147 | 24  |
| 2 | Escocia   | 3   | 1  | 1  | 159 | 136 | 23  |
| 3 | Gibraltar | 2   | 0  | 2  | 132 | 179 | −47 |

| 6 de julio de 2012, 15:00             | Gibraltar                             | 72-95                                 | Gales |  |
| Reporte                               |                                       |                                       | |  |
| Parciales: 20-18, 18-28, 20-19, 14-30 | Parciales: 20-18, 18-28, 20-19, 14-30 | Parciales: 20-18, 18-28, 20-19, 14-30 | Arena Domus, Serravalle, San Marino Árbitro(s): Oscar Perea Chris Dodds Gian Luigi Giancecchi Asistencia: 50 espectadores |  |
| A Cassaglia 15                        | Pts                                   | 20 J Seeley                           | Arena Domus, Serravalle, San Marino Árbitro(s): Oscar Perea Chris Dodds Gian Luigi Giancecchi Asistencia: 50 espectadores |  |
| S Buxton 9                            | Rebs                                  | 8 O Williams                          | Arena Domus, Serravalle, San Marino Árbitro(s): Oscar Perea Chris Dodds Gian Luigi Giancecchi Asistencia: 50 espectadores |  |
| A Turner 3                            | Asists                                | 7 O Williams                          | Arena Domus, Serravalle, San Marino Árbitro(s): Oscar Perea Chris Dodds Gian Luigi Giancecchi Asistencia: 50 espectadores |  |

| 7 de julio de 2012, 10:30             | Escocia                               | 84-60                                 | Gibraltar                                                       |  |
| Reporte                               |                                       |                                       |                                                                 |  |
| Parciales: 21-12, 15-13, 20-14, 28-21 | Parciales: 21-12, 15-13, 20-14, 28-21 | Parciales: 21-12, 15-13, 20-14, 28-21 | Arena Domus, Serravalle, San Marino Asistencia: 50 espectadores |  |
| N Collins 20                          | Pts                                   | 11 D Gomez                            | Arena Domus, Serravalle, San Marino Asistencia: 50 espectadores |  |
| N Collins 7                           | Rebs                                  | 9 D Gomez                             | Arena Domus, Serravalle, San Marino Asistencia: 50 espectadores |  |
| S Russell 8                           | Asists                                | 4 A Guerrero                          | Arena Domus, Serravalle, San Marino Asistencia: 50 espectadores |  |

### Ronda Final
|  | Semifinales | Semifinales |    |             | Final        | Final      |  |
|  | 6 de julio  | 6 de julio  |    |             | 7 de julio   | 7 de julio |  |
|  |             |             |    |             |              |            |  |
|  | Arena Domus |             |    |             |              |            |  |
|  | Andorra     | 75          |    |             |              |            |  |
|  | San Marino  | 63          |    |             |              |            |  |
|  |             |             |    |             |              |            |  |
|  |             |             |    |             | Arena Domus  |            |  |
|  |             |             |    |             | Andorra      | 74         |  |
|  |             | Moldavia    | 72 |             |              |            |  |
|  |             |             |    |             |              |            |  |
|  |             |             |    |             |              |            |  |
|  |             |             |    |             | Tercer lugar |            |  |
|  | Arena Domus | Arena Domus |    | Arena Domus | Arena Domus  |            |  |
|  | Malta       | 65          |    | Malta       | 96           |            |  |
|  | Moldavia    | 88          |    |             | San Marino   | 57         |  |

| 6 de julio de 2012, 17:15            | Andorra                              | 75-65                                | Malta |  |
| Reporte                              |                                      |                                      | |  |
| Parciales: 12-23, 21-18, 19-15, 23-9 | Parciales: 12-23, 21-18, 19-15, 23-9 | Parciales: 12-23, 21-18, 19-15, 23-9 | Arena Domus, Serravalle, San Marino Árbitro(s): Benjamin Barth Haydn Jones Serghei Tislenco Asistencia: 100 espectadores |  |
| X Galera 21                          | Pts                                  | 25 D Jackson                         | Arena Domus, Serravalle, San Marino Árbitro(s): Benjamin Barth Haydn Jones Serghei Tislenco Asistencia: 100 espectadores |  |
| C Gabriel 7                          | Rebs                                 | 17 S Deguara                         | Arena Domus, Serravalle, San Marino Árbitro(s): Benjamin Barth Haydn Jones Serghei Tislenco Asistencia: 100 espectadores |  |
| O Fernandez 7                        | Asists                               | 6 S Schembri                         | Arena Domus, Serravalle, San Marino Árbitro(s): Benjamin Barth Haydn Jones Serghei Tislenco Asistencia: 100 espectadores |  |

| 6 de julio de 2012, 19:30             | San Marino                            | 63-88                                 | Moldavia |  |
| Reporte                               |                                       |                                       | |  |
| Parciales: 14-24, 14-15, 17-23, 18-26 | Parciales: 14-24, 14-15, 17-23, 18-26 | Parciales: 14-24, 14-15, 17-23, 18-26 | Arena Domus, Serravalle, San Marino Árbitro(s): Gianluca Mattioli Bernard Vassallo Francis Santos Asistencia: 400 espectadores |  |

### 3.erLugar
| 7 de julio de 2012, 15:00             | Malta                                 | 96-57                                 | San Marino                                                       |  |
| Reporte                               |                                       |                                       |                                                                  |  |
| Parciales: 28-13, 15-13, 27-15, 26-16 | Parciales: 28-13, 15-13, 27-15, 26-16 | Parciales: 28-13, 15-13, 27-15, 26-16 | Arena Domus, Serravalle, San Marino Asistencia: 200 espectadores |  |
| S Deguara 41                          | Pts                                   | 16 A Raschi                           | Arena Domus, Serravalle, San Marino Asistencia: 200 espectadores |  |
| S Deguara 15                          | Rebs                                  | 10 A Raschi                           | Arena Domus, Serravalle, San Marino Asistencia: 200 espectadores |  |
| O Said 6                              | Asists                                | 3 F Tentoni 3 A Raschi                | Arena Domus, Serravalle, San Marino Asistencia: 200 espectadores |  |

### Final
| 7 de julio de 2012, 17:15             | Andorra                               | 74-72                                 | Moldavia                                                         |  |
|                                       |                                       |                                       |                                                                  |  |
| Parciales: 17-16, 15-11, 26-18, 16-27 | Parciales: 17-16, 15-11, 26-18, 16-27 | Parciales: 17-16, 15-11, 26-18, 16-27 | Arena Domus, Serravalle, San Marino Asistencia: 250 espectadores |  |
| D Marin 16                            | Pts                                   | 18 I Cropotov                         | Arena Domus, Serravalle, San Marino Asistencia: 250 espectadores |  |
| O Fernandez 6 J Olcina 6              | Rebs                                  | 13 V Priscepnii                       | Arena Domus, Serravalle, San Marino Asistencia: 250 espectadores |  |
| X Galera 5                            | Asists                                | 3 N Coputerco                         | Arena Domus, Serravalle, San Marino Asistencia: 250 espectadores |  |

## Marcas
+ puntos en un partido: 184 (100-84;  Andorra- Moldavia)

- puntos en un partido: 111 (58-53;  San Marino- Gales)
+ puntos en un partido (ganador): 100 ( Andorra)

- puntos en un partido (perdedor): 47 ( Gibraltar)
Mayor victoria: +49 (47-96;  Gibraltar- Andorra)
Mejor Ofensiva: 90.3 ( Andorra)

Mejor Defensiva: 63.6 ( Malta)

## Clasificación Final
|                   | Equipo     | Pts | PG | PP | PF  | PC  | Dif  | Pct   |
| ----------------- | ---------- | --- | -- | -- | --- | --- | ---- | ----- |
| Medalla de oro    | Andorra    | 8   | 4  | 0  | 345 | 268 | 77   | 1.000 |
| Medalla de plata  | Moldavia   | 6   | 2  | 2  | 325 | 299 | 26   | 0.500 |
| Medalla de bronce | Malta      | 8   | 3  | 2  | 386 | 318 | 68   | 0.600 |
| 4                 | San Marino | 7   | 2  | 3  | 317 | 377 | −60  | 0.400 |
| 5                 | Gales      | 6   | 2  | 2  | 275 | 286 | −11  | 0.500 |
| 6                 | Escocia    | 6   | 2  | 2  | 294 | 279 | 15   | 0.500 |
| 7                 | Gibraltar  | 4   | 0  | 4  | 241 | 356 | −115 | 0.000 |